# Per G. Hansson
Per Gustav Hansson, född 13 juni 1934 i Göteborg, är en svensk läkare.
Hansson, som är son till förrådsförvaltare Gustaf Hansson och Frida Nilsson, avlade studentexamen i Karlskoga samt blev medicine kandidat 1957, medicine licentiat 1963 och medicine doktor 1974, allt vid Göteborgs universitet. Efter en rad förordnanden som underläkare 1960–1963 var han underläkare på Falkenbergs lasarett och vid kirurgiska kliniken på Falköpings lasarett 1963–1964, medical officer vid P.T. Shell Indonesia i Prabumulih på Sumatra 1964–1966, underläkare på Falkenbergs lasarett 1966–1967, blev underläkare vid kirurgiska kliniken på Halmstads lasarett 1967 och överläkare vid ortopediska mottagningen där 1975. Han var ordförande i Hallands underläkareförening 1968–1969.